# Leucania phragmitidicola
Leucania phragmitidicola là một loài bướm đêm trong họ Noctuidae.